# Марцхаузен
Марцхаузен (нем. Marzhausen) — община в Германии, в земле Рейнланд-Пфальц. 
Входит в состав района Вестервальд. Подчиняется управлению Хахенбург.  Население составляет 254 человека (на 31 декабря 2010 года). Занимает площадь 3,03 км².